# آيزنبرغ (فالتز)
آيزنبرغ (بالألمانية: Eisenberg, Rhineland-Palatinate) هي بلدة ألمانية تقع في ألمانيا في راينلند بالاتينات.  يقدر عدد سكانها بـ 9,692 نسمة .

## المدن التوأمة
مدن Eisenberg، Sanvignes-les-Mines و Baldock هي مدن توأمة لـآيزنبرغ (فالتز).

## معرض صور

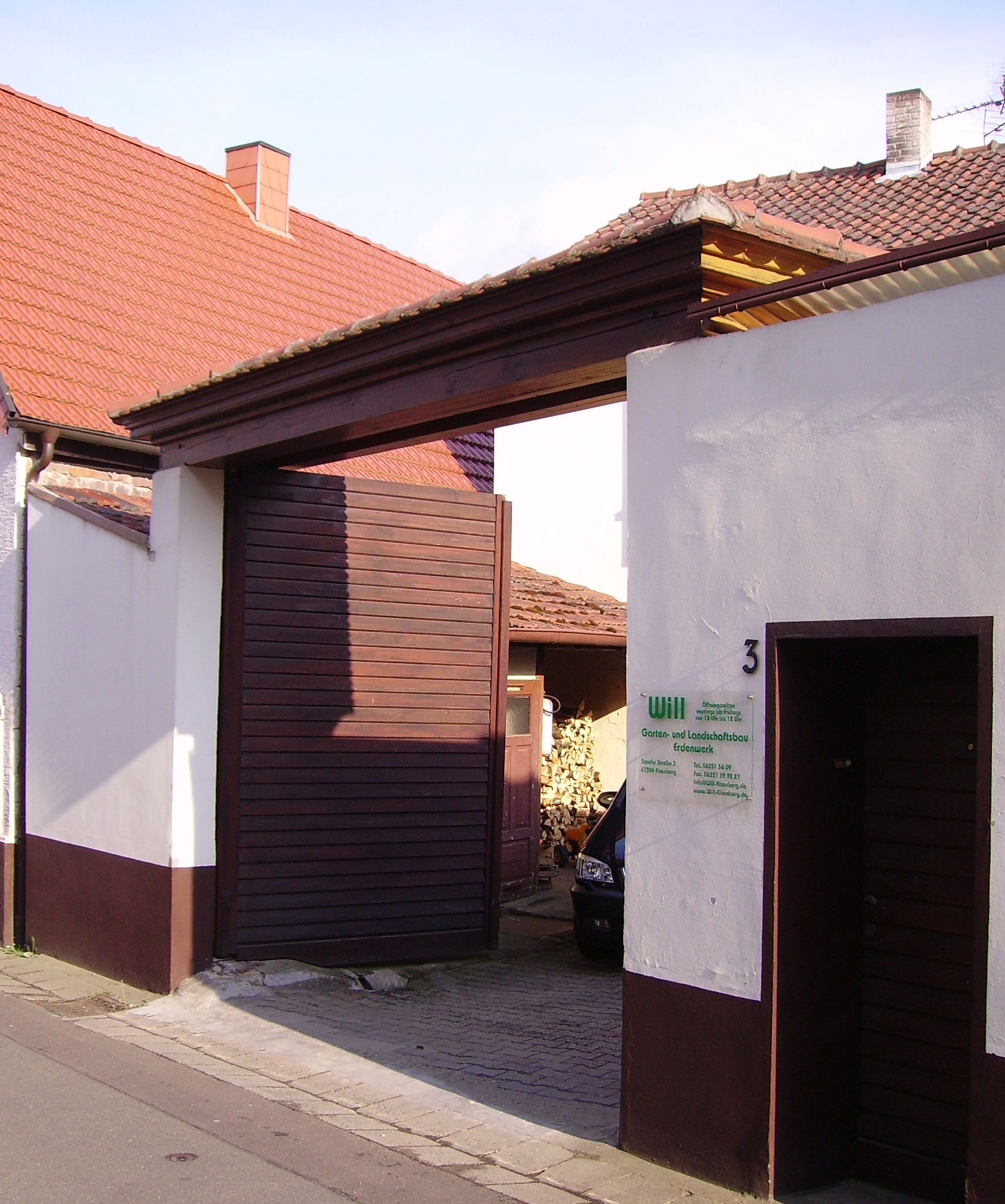
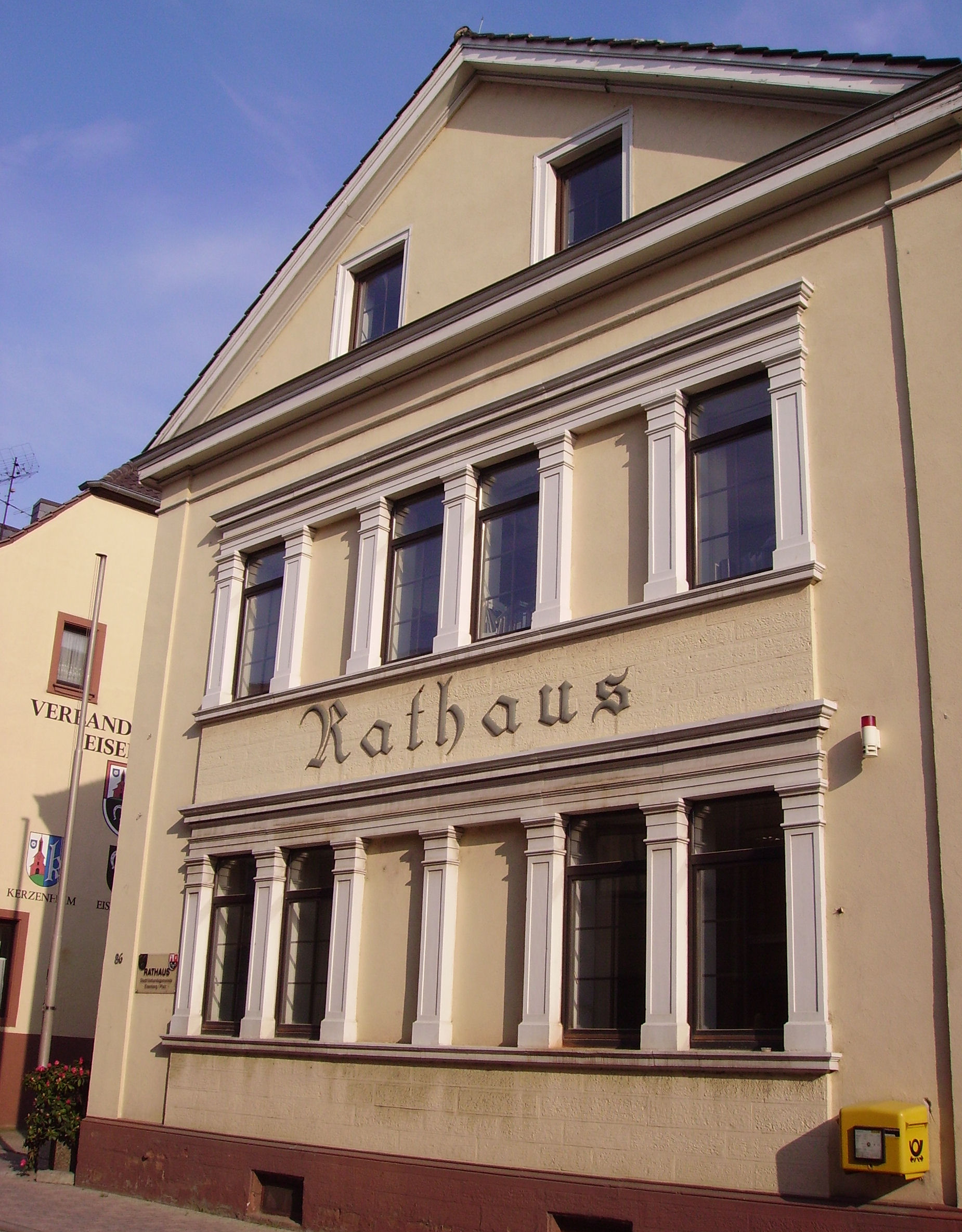
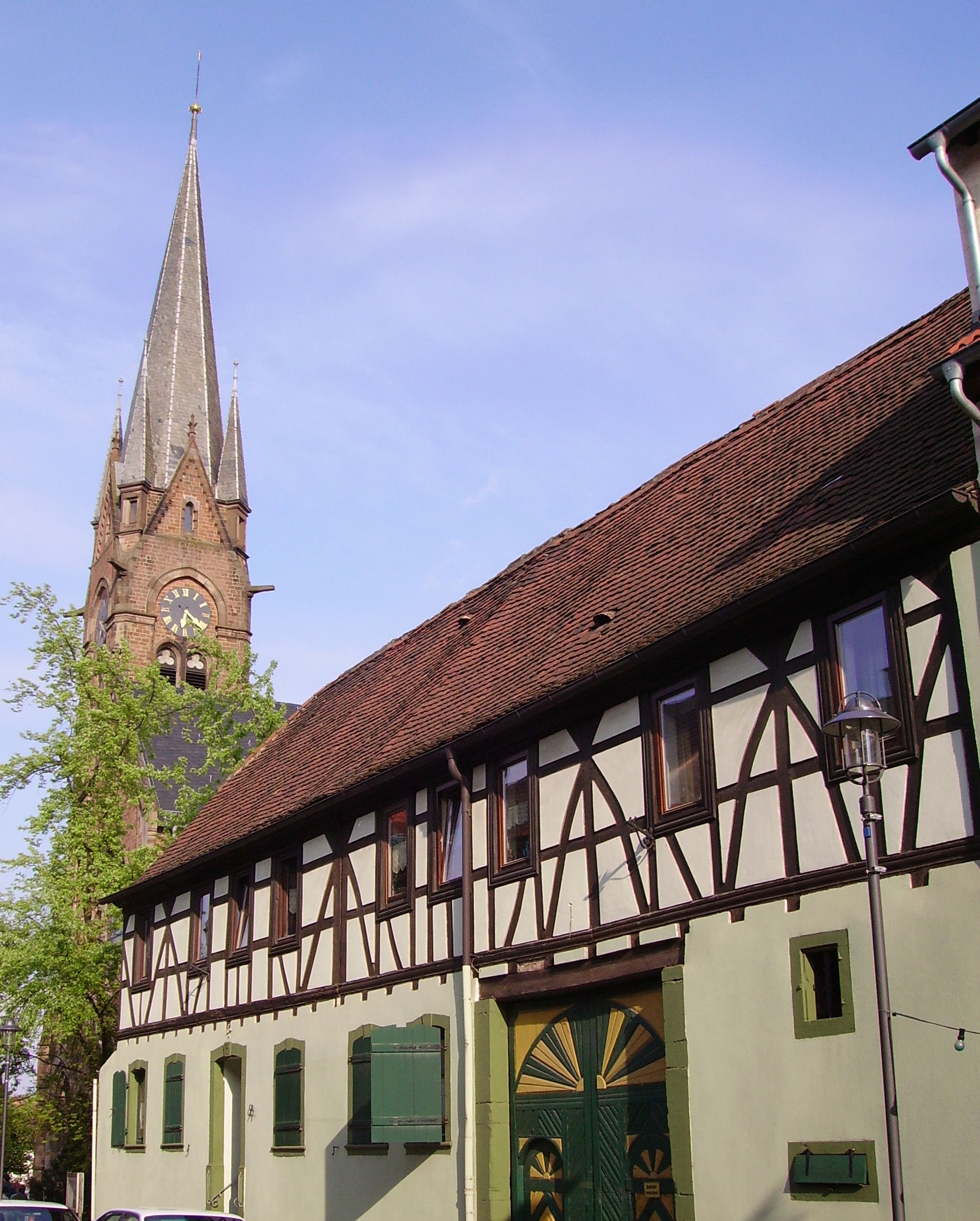